# Vela ai Giochi della II Olimpiade
Le competizioni di vela ai Giochi della XXXII Olimpiade furono disputate al dal 20 al 27 maggio 1900 al campo di regata del Cercle de la Voile de Paris di Meulan-en-Yvelines e, dal 1° al 5 agosto 1900, nell'Oceano Atlantico al largo della costa di Le Havre

## Classi

Le classi per l'Olimpiade del 1900

La vela all'inizio del secolo non era così ben definita come lo divenne più tardi nel corso del XX secolo. Le regole di regata erano per lo più definite dagli yacht club locali o in alcuni casi da una federazione nautica nazionale. Inoltre, le barche non erano standardizzate in quelle che ora vengono chiamate classi One Design o One Builder. Pertanto, sono stati utilizzati molti sistemi di handicap o sistemi che inseriscono gli yacht in diverse categorie. Nel 1892, Auguste Godinet sviluppò una formula che collocava diverse barche in diverse categorie di tonnellate. Questa regola è stata adottata dall'Union des yachts français e successivamente da diverse altre federazioni nautiche nazionali come la Société Nautique de Genève. Per la vela alle Olimpiadi del 1900 fu scelta questa regola per determinare la stazza di uno yacht.
Per la classe più piccola, 0 – ½ Ton, tra gli altri, sono stati utilizzati i Larks. Queste Allodole, copie della Davis Lark e della Sorceress disegnate da Linton Hope, divennero famosi One Designs in Francia (Monotype de Chatou all'inizio del XX secolo.

Le Olimpiadi erano aperte alle seguenti classi:
- Lark (0 – 0.5 ton)
- Sidi-Fekkar (0.5 - 1 ton)
- Lerina (1 – 2 ton)
- Phoebus (2 – 3 ton)
- Turquoise (3 – 10 ton)
- Laurea (10 – 20 ton)
- Colombine (20+ ton)

## Podi
| Evento           | Oro                                                                                          | Argento                                                                              | Bronzo                                                          |
| 0-½ ton corsa 1  | Francia Pierre Gervais                                                                       | Francia Jean-Baptiste Charcot Robert Linzeler Texier (timoniere) Texier (equipaggio) | Francia Henri Monnot Léon Tellier Gaston Cailleux               |
| 0-½ ton corsa 2  | Francia Émile Sacré                                                                          | Francia Jean Charcot Robert Linzeler Texier (timoniere) Texier (equipaggio)          | Francia Pierre Gervais                                          |
| ½-1 ton corsa 1  | Regno Unito Lorne Currie John Gretton Linton Hope Algernon Maudslay                          | Francia Jacques Baudrier Jean Le Bret Félix Marcotte William Martin Jules Valton     | Francia Marcel Méran Émile Michelet Félix Michelet              |
| 1-2 ton corsa 1  | Svizzera Bernard de Pourtalès Hélène de Pourtalès Hermann de Pourtalès                       | Francia Auguste Albert Duval Georges Victor-Hugo François Vilamitjana                | Francia Jacques Baudrier Lucien Baudrier Dubosq Édouard Mantois |
| 1-2 ton corsa 2  | Germania Georg Naue Heinrich Peters Ottokar Weise Paul Wiesner                               | Svizzera Bernard de Pourtalès Helen de Pourtalès Hermann de Pourtalès                | Francia Auguste Albert Duval Georges Victor-Hugo F. Vilamitjana |
| 2-3 ton corsa 1  | Francia / Regno Unito Frédéric Blanchy (FRA) William Exshaw (GBR) Jacques Le Lavasseur (FRA) | Francia Doucet Godinet Mialaret Susse                                                | Francia de Cottignon Émile Jean-Fontaine Ferdinand de Schlatter |
| 2-3 ton corsa 2  | Francia / Regno Unito Frédéric Blanchy (FRA) William Exshaw (GBR) Jacques Le Lavasseur (FRA) | Francia Doucet Godinet Mialaret Susse                                                | Francia Auguste Donny                                           |
| 3-10 ton corsa 2 | Regno Unito Edward Hore Harry Jefferson Howard Taylor                                        | Francia Alfred Dubois Jules Dubois Maurice Gufflet Robert Gufflet Charles Guiraist   | Stati Uniti H. MacHenry                                         |
| 10-20 ton        | Francia Émile Billard Paul Perquer                                                           | Francia Jean Decazes                                                                 | Regno Unito Edward Hore                                         |
| Open class       | Regno Unito Lorne Currie John Gretton Linton Hope Algernon Maudslay                          | Germania Georg Naue Heinrich Peters Ottokar Weise Martin Wiesner                     | Francia E. Michelet F. Michelet                                 |

## Gare non olimpiche
| Evento           | Oro                               | Argento                                                     | Bronzo                                                                            |
| ½-1 ton corsa 2  | Carabinier Louis Auguste-Dormeuil | Scamasaxe Marcel Méran Émile Michelet                       | Crabe II Jacques Baudrier Félix Marcotte Jules Valton Jean Le Bret William Martin |
| 3-10 ton corsa 1 | Femur Gilardoni                   | Mascotte Henri Smulders Chris Hooijkaas Arie van der Velden | Gitana Maurice Gufflet Robert Gufflet Charles Guiraist Alfred Dubois Jules Dubois |
| +20 ton          | Cicely' Cecil Quentin             | Brynhild John S. Calverley                                  | Formosa Harry Van Bergen                                                          |

## Medagliere
| Pos.   | Paese         | Oro | Argento | Bronzo | Totale |
| ------ | ------------- | --- | ------- | ------ | ------ |
| 1      | Francia       | 5   | 8       | 8      | 21     |
| 2      | Gran Bretagna | 5   | 0       | 1      | 6      |
| 3      | Germania      | 1   | 1       | 0      | 2      |
| 3      | Svizzera      | 1   | 1       | 0      | 2      |
| 5      | Stati Uniti   | 0   | 0       | 1      | 1      |
| Totale | Totale        | 12  | 10      | 10     | 32     |